# Atopixco
Atopixco	 es una localidad de México localizada en el municipio de Zacualtipán de Ángeles en el estado de Hidalgo.

## Toponimia
A-topi-ixco, del náhuatl: ixco, llanura; de topitl o topilzin, pequeña lagartija, y atl, agua; quedando su significado como Lago de ranacuajos o Pozo de lagartijas.

## Geografía
Se encuentra en la región geográfica de la Sierra Alta, le corresponden las coordenadas geográficas 20° 36’ 08.009” de latitud norte y 98° 36’ 28.372” de longitud oeste, con una altitud de 2040 m s. n. m. En cuanto a fisiografía se encuentra en la provincia de la Sierra Madre Oriental, dentro de la subprovincia del Carso Huasteco; su terreno es de meseta y sierra. En lo que respecta a la hidrografía se encuentra posicionado en la región del Pánuco, dentro de la cuenca del río Moctezuma, y dentro de las subcuenca del río Metztitlán. Cuenta con un clima templado húmedo con abundantes lluvias en verano.

## Demografía
En 2020 registró una población de 1237 personas, lo que corresponde al 3.24 % de la población municipal. De los cuales 600 son hombres y 637 son mujeres.
| Gráfica de evolución demográfica de Atopixco entre 1900 y 2020                               |
|                                                                                              |
| Población de los censos y conteos del Instituto Nacional de Estadística y Geografía (INEGI). |